# Chloridoideae
Chloridoideae, potporodica trava sastoji se od 1602 vrste u 124 roda, pet plemena (tribus) i 26 podplemena;

## Opis
Većina pripadnika Chloridoideae dijeli dvije strukturne sinapomorfije: C4 anatomiju lista (osim dvije vrste Ellisochloa) i dvostanične mikrodlake sa širokom, kratkom terminalnom stanicom iste debljine kao bazalna stanica (Peterson et al., 2007). Morfološki trendovi unutar potporodice uključuju bazni broj kromosoma x = 10 (pleiziomorfija), kariopse s nelinearnim hilumom koji su obično točkasti ili mali, embrije s izduženim mezokotilnim internodijama, dvije nemembranske (mesnate) lodikule (Soreng & Davis, 1998.; GPWG, 2001.; Peterson i sur., 2007.).
Najveće pleme, Cynodonteae uključuje 850 vrsta u 94 roda, a slijede ga Eragrostideae s 489 vrsta u 14 rodova, Zoysieae s 233 vrste u četiri roda, Triraphideae s 15 vrsta u tri roda i Centropodieae sa šest vrsta u dva roda. Prepoznaje se 21 podpleme unutar Cynodonteae, a to uključuje tri nova podplemena: Dactylocteniinae, Orininae, Zaqiqahinae (Peterson et al., 2016.). Vrste u Dactylocteniinae (uključuje Acrachne, Brachychloa, Dactyloctenium i Neobouteloua) imaju sinflorescencije sastavljene od prstasto raspoređenih grozda ili grozda koji se nalaze na središnjoj osi, kariopse obično sa slobodnim perikarpom (isključujući Neobouteloua), klasiće s 1-9 bočno stisnutih cvjetova, ljuske koje su obično kraće od klasića (isključujući jednu vrstu Dactyloctenium) i (1–)3(–5) žilaste leme (isključujući jednu vrstu Dactyloctenium) (Clayton et al., 2016.). Postoje dokazi o mogućem događaju hibridizacije i kasnijoj genomskoj introgresiji između Acrachne racemosa (B. Heyne ex Roem. & Schult.) Ohwi i nepoznatog člana Eleusininae budući da naši markeri DNK plastida i jezgre nisu podudarni (Peterson et al., 2015., 2016.; Peterson & Romaschenko, neobjavljeni podaci).
Vrste u Orininae (uključuje Cleistogenes i Orinus) imaju metličaste sinflorescencije s racemoznim granama duž središnje osi, (1) klasiće s 2–8 cvjetova, ljuske koje su kraće od susjednih cvjetova i leme s 3–7 žila (Peterson i sur., 2016). Ova dva roda često je teško odvojiti morfološki, a povijesno su povezani otkako je bazionim Orinus kokonorica (K.S. Hao) Tzvelev opisan kao Cleistogenes (Hao, 1938.). Međutim, Cleistogenes (13 ili 14 vrsta u rasponu od južne Europe do Turske i istočno kroz središnju Aziju i Kinu) ima skrivene kleistogamne klasiće skrivene unutar gornjih omotača (nije pronađeno u Orinusu), habitus cespitose ili vrlo kratke rizome (za razliku od izduženih rizoma u Orinusu), i leme s 3–7 žila (nasuprot lemama s 3 žile u Orinusu) (Chen et al., 2006).
Zaqiqahinae uključuje jednu vrstu, Zaqiqah mucronata (Forssk.) P.M. Peterson & Romasch. [Odyssea mucronata (Forssk.) Stapf], suffrutescentna trajnica s krutim, tvrdim, jako razgranatim listovima do 2 m visine, listovima dugim 4-5 mm, a nalazi se uz obalu uz Crvenog mora u pješčanim dinama ili ravnicama (Peterson i sur., 2016). Molekularne analize triju vrsta koje su ranije bile smještene u rod Odyssea potvrdile su da svaka ima različito evolucijsko podrijetlo (Peterson et al., 2014b, 2016). Odyssea paucinervis, kao što je prethodno spomenuto, sestra je Aeluropusa, a oba roda imaju izdužene rizome, krute i oštre lisne plojke, sinflorescencije sastavljene od grozda rođenih na središnjoj osi, klasiće s više cvjetova i mukronatne leme (Clayton et al., 2016. ). Osim toga, postoje dokazi o mogućem događaju hibridizacije i naknadnoj genomskoj introgresiji između O. paucinervis i nepoznatog člana Dactylocteniinae (Peterson et al., 2016.). Morfološki, Zaqiqah mucronata i Odyssea paucinervisu vrlo su slične po tome što imaju kratke, krute do oštre lisne plojke; uske i skupljene metlice; višecvjetni klasići s 1 žilastom ljuskom; leme koje su 3-žilne sa svilenkastim vilama, vrhovi nazubljeni i mukronatni; i kariopse sa slobodnim perikarpima (Stapf, 1922; Phillips, 1951, 1995; Cope, 1999, 2007). Treću vrstu, Odyssea jaegeri (Pilg.) Robyns & Tournay, s glatkim, golim i golim lemama Phillips (1974.) je smjestio u Psilolemma i nedavno je otkriveno da je sestra Sporobolusu, članu plemena Zoysieae i Sporobolinae (Peterson i sur., 2014.b). Jasno je da su morfološke značajke ove tri bivše vrste Odyssea rezultat konvergentne evolucije.
Od posljednje klasifikacije, nove studije molekularne DNK svrstale su Halopyrum u Tripogoninae, Decaryella (Vorontsova 1398 u GenBank) i Hubbardochloa u Hubbardochloinae (stariji naziv za Gymnopogoninae), i Pogononeura u Traginae (Peterson et al., 2015, 2016 ). Novi rodovi uključuju: Orthacanthus (monotipski) u Traginae, Triplasiella (monotipski) u Gouiniinae i Tripogonella (3 vrste) u Tripogoninae (Peterson et al., 2016). Unutar Eleusininae, Chloris sada uključuje Lintonia kao sinonim, Microchloa (uključuje sin. Rendlia), Tetrapogon (uključuje sin. Saugetia), a Neostapfiella (Vorontsova 1486 u GenBank) je nov u podplemenu (Peterson et al., 2015). Unutar Orcuttiinae, Orcuttia sada uključuje Tuctoria kao sinonim, a unutar Triodiinae, Triodia uključuje Monodia i Symplectrodia kao sinonime (Crisp et al., 2015; Toon et al., 2015). Nematopoa (ranije smještena u Molinieae iz Arundinoideae) sada je sinonim za Triraphis u Triraphideae (Teisher et al., u tisku). Catalepis, Ectrosia, Harpachne, Nematopoa, Pogonarthria i Psammagrostis, svi su sinonimi za Eragrostis (Eragrostidinae). Stiburus conrathii Hack. [=Eragrostis conrathii (Hack.) S.M. Phillips] (ranije smješten u Eragrostidinae) slaže se s Uniolinae (Peterson & Romaschenko, neobjavljeni podaci) i zahtijeva daljnje proučavanje. Čini se da je Stiburus alopecuroides (Hack.) Stapf (tip) sestra Eragrostisa (Peterson & Romaschenko, neobjavljeni podaci).

## Tribusi i rodovi
1. Tribus Centropodieae P. M. Peterson, N. P. Barker & H. P. Linder
  1. Ellisochloa P. M. Peterson & N. P. Barker (2 spp.)
  2. Centropodia (R. Br.) Rchb. (4 spp.)
2. Tribus Triraphideae Petersen
  1. Habrochloa C. E. Hubb. (1 sp.)
  2. Nematopoa C. E. Hubb. (1 sp.)
  3. Neyraudia Hook. fil. (4 spp.)
  4. Triraphis R. Br. (8 spp.)
3. Tribus Eragrostideae Stapf
  1. Subtribus Cotteinae Reeder
    1. Cottea Kunth (1 sp.)
    2. Enneapogon Desv. ex P. Beauv. (29 spp.)
    3. Kaokochloa De Winter (1 sp.)
    4. Schmidtia Steud. (2 spp.)

  2. Subtribus Eragrostidinae J. Presl
    1. Eragrostis Wolf (433 spp.)
    2. Catalepis Stapf & Stent (1 sp.)
    3. Harpachne Hochst. (2 spp.)
    4. Pogonarthria Stapf (4 spp.)
    5. Viguierella A. Camus (1 sp.)
    6. Cladoraphis Franch. (2 spp.)
    7. Richardsiella Elffers & Kenn.-O'Byrne (1 sp.)
    8. Steirachne Ekman (2 spp.)
    9. Stiburus Stapf (1 sp.)

  3. Subtribus Unioliinae Clayton
    1. Fingerhuthia Nees ex Lehm. (2 spp.)
    2. Entoplocamia Stapf (1 sp.)
    3. Tetrachne Nees (1 sp.)
    4. Uniola L. (5 spp.)
4. Tribus Zoysieae Benth.
  1. Subtribus Sporobolinae Benth.
    1. Psilolemma S. M. Phillips (1 sp.)
    2. Sporobolus R. Br. (226 spp.)

  2. Subtribus Zoysiinae Benth.
    1. Urochondra C. E. Hubb. (1 sp.)
    2. Zoysia Willd. (9 spp.)
5. Tribus Cynodonteae Dumort.
  1. Subtribus Tripogoninae Stapf
    1. Desmostachya (Hook. fil.) Stapf (1 sp.)
    2. Melanocenchris Nees (3 spp.)
    3. Eragrostiella Bor (6 spp.)
    4. Tripogonella P. M. Peterson & Romasch. (3 spp.)
    5. Oropetium Trin. (6 spp.)
    6. Tripogon Roem. & Schult. (49 spp.)
    7. Indopoa Bor (1 sp.)
    8. Halopyrum Stapf (1 sp.)

  2. Subtribus Pappophorinae Dumort.
    1. Neesiochloa Pilg. (1 sp.)
    2. Pappophorum Schreb. (9 spp.)
    3. Tridens Roem. & Schult. (15 spp.)

  3. Subtribus Traginae P. M. Peterson & Columbus
    1. Polevansia De Winter (1 sp.)
    2. Pogononeura Napper (1 sp.)
    3. Willkommia Hack. ex Schinz (4 spp.)
    4. Orthacanthus P. M. Peterson & Romasch. (1 sp.)
    5. Monelytrum Hack. ex Schinz (1 sp.)
    6. Tragus Haller (7 spp.)

  4. Subtribus Hilariinae P. M. Peterson & Columbus
    1. Hilaria Kunth (10 spp.)

  5. Subtribus Muhlenbergiinae Pilg.
    1. Muhlenbergia Schreb. (180 spp.)

  6. Subtribus Sohnsiinae P. M. Peterson, Romasch. & Y. Herrera
    1. Sohnsia Airy Shaw (1 sp.)

  7. Subtribus Jouveinae P. M. Peterson, Romasch. & Y. Herrera
    1. Jouvea E. Fourn. (2 spp.)

  8. Subtribus Allolepiinae P. M. Peterson, Romasch. & Y. Herrera
    1. Allolepis Soderstr. & H. F. Decker (1 sp.)

  9. Subtribus Scleropogoninae Pilg.
    1. Scleropogon Phil. (1 sp.)
    2. Swallenia Soderstr. & H. F. Decker (1 sp.)
    3. Blepharidachne Hack. (4 spp.)
    4. Munroa Torr. (5 spp.)
    5. Dasyochloa Willd. ex Steud. (1 sp.)
    6. Erioneuron Nash (3 spp.)

  10. Subtribus Kaliniinae P. M. Peterson, Romasch. & Y. Herrera
    1. Kalinia H. L. Bell & Columbus (1 sp.)

  11. Subtribus Boutelouinae Stapf
    1. Bouteloua Lag. (58 spp.)

  12. Subtribus Monanthochloinae Pilg. ex Potztal
    1. Distichlis Raf. (11 spp.)

  13. Subtribus Dactylocteniinae P. M. Peterson, Romasch. & Y. Herrera
    1. Neobouteloua Gould (2 spp.)
    2. Brachychloa S. M. Phillips (2 spp.)
    3. Dactyloctenium Willd. (13 spp.)

  14. Subtribus Eleusininae Dumort.
    1. Acrachne Wight & Arn. ex Lindl. (4 spp.)
    2. Dinebra Jacq. (24 spp.)
    3. Coelachyrum Hochst. & Nees (4 spp.)
    4. Eleusine Gaertn. (9 spp.)
    5. Apochiton C. E. Hubb. (1 sp.)
    6. Leptochloa P. Beauv. (19 spp.)
    7. Austrochloris Lazarides (1 sp.)
    8. Astrebla F. Muell. (5 spp.)
    9. Disakisperma P. M. Peterson & N. Snow (4 spp.)
    10. Schoenefeldia Kunth (2 spp.)
    11. Afrotrichloris Chiov. (2 spp.)
    12. Enteropogon Nees (14 spp.)
    13. xCynochloris Clifford & Everist (0 sp.)
    14. Chloris Sw. (55 spp.)
    15. Enteropogonopsis Wipff & Shaw (2 spp.)
    16. Tetrapogon Desf. (8 spp.)
    17. Lepturus R. Br. (17 spp.)
    18. Oxychloris Lazarides (1 sp.)
    19. Harpochloa Kunth (2 spp.)
    20. Microchloa R. Br. (4 spp.)
    21. Micrachne P. M. Peterson, Romasch. & Y. Herrera (5 spp.)
    22. Eustachys Desv. (14 spp.)
    23. Chrysochloa Swallen (4 spp.)
    24. Stapfochloa H. Scholz (8 spp.)
    25. Cynodon Rich. (26 spp.)
    26. Neostapfiella A. Camus (3 spp.)
    27. Pommereulla L. fil. (1 sp.)
    28. Rheochloa Filg., P. M. Peterson & Y. Herrera (1 sp.)

  15. Subtribus Aeluropodinae P. M. Peterson
    1. Odyssea Stapf (1 sp.)
    2. Aeluropus Trin. (8 spp.)

  16. Subtribus Orininae P. M. Peterson, Romasch. & Y. Herrera
    1. Orinus Hitchc. (7 spp.)
    2. Cleistogenes Keng (18 spp.)

  17. Subtribus Triodiinae Benth.
    1. Triodia R. Br. (84 spp.)

  18. Subtribus Orcuttiinae P. M. Peterson & Columbus
    1. Neostapfia Burtt Davy (1 sp.)
    2. Orcuttia Vasey (8 spp.)

  19. Subtribus Zaqiqahinae P. M. Peterson, Romasch. & Y. Herrera
    1. Zaqiqah P. M. Peterson & Romasch. (1 sp.)

  20. Subtribus Cteniinae P. M. Peterson, Romasch. & Y. Herrera
    1. Ctenium Panz. (20 spp.)

  21. Subtribus Trichoneurinae P. M. Peterson, Romasch. & Y. Herrera
    1. Trichoneura Andersson (9 spp.)

  22. Subtribus Farragininae P. M. Peterson, Romasch. & Y. Herrera
    1. Craspedorhachis Benth. (3 spp.)
    2. Farrago Clayton (1 sp.)

  23. Subtribus Perotidinae P. M. Peterson, Romasch. & Y. Herrera
    1. Trigonochloa P. M. Peterson & N. Snow (2 spp.)
    2. Mosdenia Stent (1 sp.)
    3. Perotis Aiton (16 spp.)

  24. Subtribus Hubbardochloinae Auquire
    1. Leptothrium Kunth (4 spp.)
    2. Tetrachaete Chiov. (1 sp.)
    3. Dignathia Stapf (5 spp.)
    4. Leptocarydion Hochst. ex Benth. & Hook. fil. (1 sp.)
    5. Bewsia Gooss. (1 sp.)
    6. Hubbardochloa Auquier (1 sp.)
    7. Lophacme Stapf (2 spp.)
    8. Decaryella A. Camus (1 sp.)
    9. Gymnopogon P. Beauv. (15 spp.)

  25. Subtribus Gouiniinae P. M. Peterson & Columbus
    1. Triplasiella P. M. Peterson & Romasch. (1 sp.)
    2. Triplasis P. Beauv. (1 sp.)
    3. Schenckochloa J. J. Ortíz (1 sp.)
    4. Tridentopsis P. M. Peterson (2 spp.)
    5. Vaseyochloa Hitchc. (1 sp.)
    6. Gouinia E. Fourn. ex Benth. & Hook. fil. (9 spp.)

  26. Subtribus Cynodonteae incertae sedis
    1. Kampochloa Clayton (1 sp.)
    2. Lepturidium Hitchc. & Ekman (1 sp.)
    3. Sclerodactylon Stapf (1 sp.)
    4. Vietnamochloa Veldkamp & Nowack (1 sp.)
6. Tribus Chloridoideae incertae sedis
  1. Gossweilerochloa Renvoize (1 sp.)
  2. Lepturopetium Morat (2 spp.)
  3. Myriostachya (Benth.) Hook. fil. (1 sp.)
  4. Pogonochloa C. E. Hubb. (1 sp.)
  5. Pseudozoysia Chiov. (1 sp.)
  6. Silentvalleya V. J. Nair, Sreek., Vajr. & Bhargavan (2 spp.)
  7. Schmidiella Veldkamp (1 sp.)